# Malaya splendens
Malaya splendens är en tvåvingeart som först beskrevs av Meijere 1909.  Malaya splendens ingår i släktet Malaya och familjen stickmyggor. Inga underarter finns listade i Catalogue of Life.